# Designmönster
Designmönster (design pattern på engelska) är en problemidentifieringsteknik inom arkitektur och programutvecklingsmetodik som innebär att man katalogiserar olika typiska problem och deras typiska lösningar. Upphovsmannen till konceptet designmönster, arkitekten Christopher Alexander, tänkte sig ett designmönster som kärnan till lösningen på ett för arkitekter vanligt förekommande problem. Dessa tankegångar var enkla och lämpliga att föra över på utveckling av mjukvara, framförallt objektorienterad sådan: metoden syftar då till att genom rikliga exemplifieringar kodifiera kunskap om programutveckling.
Standardverken på området är Design Patterns av Erich Gamma, Richard Helm, Ralph Johnson och John Vlissides (kallade Gang of Four, eller under förkortningen GoF) då det gäller mjukvarutveckling och A Pattern Language då det gäller arkitektur.

## Gang of Fours designmönster

### Skapandemönster
1. Abstrakt fabrik
2. Fabriksmetod
3. Prototyp
4. Byggare
5. Singleton

### Strukturmönster
1. Komposit
2. Adapter
3. Brygga
4. Dekoratör
5. Fasad
6. Flugvikt
7. Proxy

### Beteendemönster
1. Strategi
2. Mallmetod
3. Observatör
4. Kommando
5. Iterator
6. Memento
7. Mediator
8. Ansvarskedja
9. Interpreter
10. Besökare
11. Tillstånd